# Binay Kandulna
Binay Kandulna (* 3. Januar 1964 in Gondra) ist ein indischer römisch-katholischer Geistlicher und Bischof von Khunti.

## Leben
Binay Kandulna empfing am 23. April 1994 das Sakrament der Priesterweihe.
Am 10. Februar 2009 ernannte ihn Papst Benedikt XVI. zum Titularbischof von Cissi und zum Weihbischof in Ranchi. Die Bischofsweihe spendete ihm der Erzbischof von Ranchi, Telesphore Placidus Kardinal Toppo, am 1. Mai desselben Jahres; Mitkonsekratoren waren William D’Souza SJ, Erzbischof von Patna, und Stephen M. Tiru, Bischof von Khunti.
Am 5. März 2012 wurde er zum Apostolischen Administrator von Khunti und am 30. November 2012 zum Bischof von Khunti ernannt.